# Seznam španělských spisovatelů
Seznam španělských spisovatelů obsahuje přehled některých významných spisovatelů, narozených nebo převážně publikujících ve Španělsku.

## A
- Pedro Antonio de Alarcón (1833–1891), prozaik
- Rafael Alberti (1902–1999), básník
- Luis Alfonso y Casanovas (1845–1892), prozaik
- Nicasio Álvarez de Cienfuegos (1764–1809), básník
- Fernando Arrabal (* 1932), dramatik, výtvarník a filmař
- Max Aub (1903–1972), spisovatel a kritik
- Francisco Ayala (1906–2009)
- Azorín (1873–1967)

## B
- Jacinto Benavente (1866–1954), dramatik
- Juan Nicolás Böhl de Faber (1770–1836), hispanista a literární kritik německého původu, propagátor romantismu

## C
- José Manuel Caballero Bonald (* 1926)
- José Cadalso (1741–1782), preromantický dramatik a básník
- Pedro Calderón de la Barca (dramatik vrcholného baroka, 1600–1681)
- Martín Casariego Córdoba (* 1962), spisovatel, scenárista a novinář
- Alejandro Casona (dramatik, 1903–1965)
- Miguel de Cervantes y Saavedra (1547–1616)
- Manuel Ciges Aparicio (1873–1936)

## D
- María Dueñas (* 1964)

## E
- José Echegaray y Eizaguirre (dramatik, 1832–1916)
- Concha Espinová (spisovatelka, 1877–1955)
- José de Espronceda (básník, 1808–1842)
- Lucía Etxebarria, (* 1966)

## F
- Ildefonso Falcones

## G
- Juan Nicasio Gallego (1777–1853)
- Antonio Gamoneda (* 1931)
- Federico García Lorca
- Alicia Giménez Bartlett (* 1951)
- Ramón Gómez de la Serna (spisovatel, 1888–1963)
- Juan Goytisolo
- Baltasar Gracián (1601–1658)

## H
- Diego Hurtado de Mendoza, španělský básník a diplomat

## I
- José Francisco de Isla (básník, satirik, jezuita, 1703–1781)

## J
- Jan od Kříže (náboženská literatura; 1542–1591)
- Juan Ramón Jiménez (básník, 1881–1958)
- Gaspar Melchor de Jovellanos (1744–1811)

## L
- Carmen Laforet
- Lope de Vega (dramatik a básník, 1562–1635)
- Luis de León (básník a humanista, 1528–1591)
- Chufo Lloréns (spisovatel historických románů, * 1931)

## M
- Antonio Machado (básník, 1875–1939)
- Gregorio Marañón (vědec, publicista, esejista, 1887–1960)
- Javier Marías (romanopisec, * 1951)
- Juan Marsé
- José Martí (básník, 1853–1895)
- Francisco Martínez de la Rosa (básník a dramatik, 1787–1862)
- Ana María Matute (1925–2014)
- Juan Meléndez Valdés (1754–1817)
- Eduardo Mendoza (* 1943)
- Ramón de Mesonero Romanos (prozaik, 1803–1882)
- Miguel Mihura (dramatik, humorista, * 1905)
- Antoni Morell (andorrský prozaik, * 1941)
- Antonio Muñoz Molina (spisovatel, * 1956)

## N
- Rafel Nadal Farreras (katalánský spisovatel, * 1954)

## O
- José Ortega y Gasset (spisovatel, filosof, 1883–1955)

## P
- Armando Palacio Valdés (romanopisec, kritik, 1853–1938)
- Emilia Pardo Bazán (nejplodnější španělská autorka, 1851–1921)
- Benito Pérez Galdós (romanopisec, dramatik, 1843–1920)

## Q
- Francisco de Quevedo (básník, satirik, filosof, 1580–1645)
- Manuel José Quintana (1772–1857), básník, dramatik a historik

## R
- Eugenia Rico (* 1972)
- Garci Rodríguez de Montalvo (asi 1450 – asi 1505)
- Juan Ruiz (14. století)
- Carlos Ruiz Zafón (katalánský prozaik, * 1964)

## S
- Pedro Salinas
- Jorge Semprún Maura (1923–2011)

## T
- Terezie od Ježíše (náboženská a mystická literatura; 1515–1582)
- Tirso de Molina (dramatik, 1583–1648)

## U
- Miguel de Unamuno (básník, romanopisec, dramatik, esejista, filosof, 1864–1936)

## V
- Juan Valera (1824–1905)
- Ramón María del Valle-Inclán (1866–1936)
- Alberto Vázquez-Figueroa (* 1936)
- Antonio de Villegas (renesanční básník a prozaik, asi 1522 – asi 1551)
- Enric Valor i Vives (vypravěč a filolog, 1911–2000)